# Avondale (Missouri)
Avondale és una població dels Estats Units a l'estat de Missouri. Segons el cens del 2000 tenia 529 habitants.

## Demografia
Segons el cens del 2000, Avondale tenia 529 habitants, 219 habitatges, i 146 famílies. La densitat de població era de 1.571,1 habitants per km².
Dels 219 habitatges en un 26,9% hi vivien nens de menys de 18 anys, en un 49,8% hi vivien parelles casades, en un 9,6% dones solteres, i en un 33,3% no eren unitats familiars. En el 22,8% dels habitatges hi vivien persones soles el 5,5% de les quals corresponia a persones de 65 anys o més que vivien soles. El nombre mitjà de persones vivint en cada habitatge era de 2,42 i el nombre mitjà de persones que vivien en cada família era de 2,84.
Per edats la població es repartia de la següent manera: un 20,2% tenia menys de 18 anys, un 10% entre 18 i 24, un 34,6% entre 25 i 44, un 21,9% de 45 a 60 i un 13,2% 65 anys o més.
L'edat mediana era de 37 anys. Per cada 100 dones de 18 o més anys hi havia 107,9 homes.
La renda mediana per habitatge era de 37.159 $ i la renda mediana per família de 38.958 $. Els homes tenien una renda mediana de 33.750 $ mentre que les dones 25.833 $. La renda per capita de la població era de 17.372 $. Entorn del 9,6% de les famílies i el 10,1% de la població estaven per davall del llindar de pobresa.

## Poblacions més properes
El següent diagrama mostra les poblacions més properes.